# Ulrich Hefner

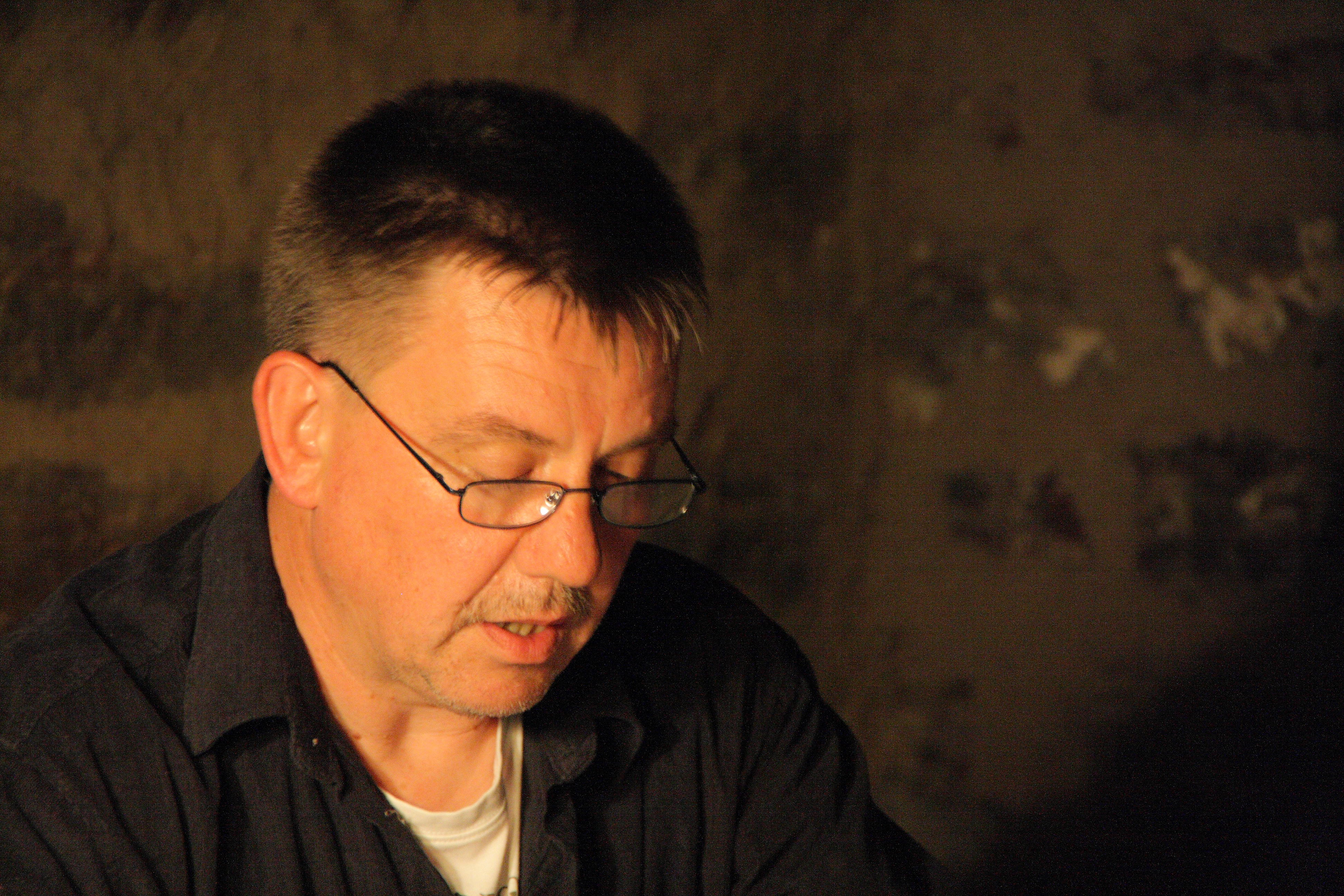
Lesung im Deutschordensmuseum Bad Mergentheim 2009

Ulrich K. Hefner (* 1961 in Bad Mergentheim) ist Polizeibeamter, Journalist und Krimiautor.

## Leben
Ulrich Hefner ist Mitglied bei den Polizei-Poeten, beim Syndikat, in der Interessengemeinschaft deutschsprachiger Autoren (IGDA) und beim Deutschen Presse Verband. Er ist verheiratet, hat zwei Kinder und lebt in Lauda-Königshofen.
Seine Krimis spielen an der Nordsee, seinen Chefermittler Martin Trevisan hat er in Wilhelmshaven verortet. Unter dem Pseudonym Max Zorn schreibt er Thriller/Krimis um seine Hauptfigur Vito Falk, die an der Ostsee spielen.  Die weiteren Thriller umspannen die ganze Welt.
Neben Deutschland werden seine Kriminalromane auch in den Niederlanden, Polen, Russland, Spanien und der Ukraine veröffentlicht.

## Auszeichnungen
Im Jahr 2002 gewann er den mit dem Adolf-Grimme-Preis bedachten ZDF-Kurzgeschichtenwettbewerb escript 2002.

## Veröffentlichungen
- Ein leiser Wind, der Fryheit hieß: Aus den Wirren des Bauernkrieges. Fränkische Nachrichten, Tauberbischofsheim 2001, ISBN 3-924780-44-7.
- Der Tod kommt in Schwarz-Lila. Leda-Verlag, Leer 2004, ISBN 3-934927-43-2.
- Die Wiege des Windes. Leda-Verlag, Leer 2006, ISBN 3-934927-69-6.
- Djevolo, Insel der Angst. (Hörbuch) Grosser & Stein, Pforzheim 2006
- Die unglaublichen Zeitreisen des Prof. Dr. William C. Hollyfield. (Hörbuch) Grosser & Stein, Pforzheim 2006
- Trevisan und der Tote am Kai. Leda-Verlag, Leer 2007, ISBN 978-3-934927-97-1.
- Das Haus in den Dünen. Leda-Verlag, Leer 2008, ISBN 978-3-939689-07-2.
- Die dritte Ebene. Goldmann Verlag, München 2009, ISBN 978-3-442-47054-9.
- Das Lächeln der toten Augen. Leda-Verlag, Leer 2009, ISBN 978-3-939689-17-1.
- Die Bruderschaft Christi. Goldmann Verlag, München 2010, ISBN 978-3-442-47224-6.
- Mutiert. Club Bertelsmann, Rheda-Wiedenbrück 2011, Buch-Nr. 118445022
- Der Sohn des Apothekers. Leda Verlag, Leer 2012, ISBN 978-3-86412-007-7.
- Blutinsel. Der Club-Bertelsmann, Bst.-Nr.:991297654 (Clubpremiere 2013)
- Kalteiche, Leda-Verlag, Leer 2017, ISBN 978-3-86412-203-3.
- Verschollen in Ostfriesland, Gmeiner 2021, ISBN 978-3-8392-0090-2
- Kiliansbock, Würzburgkrimi bei Weltbild 2023, ISBN 978-3-98507-330-6

Unter Max Zorn:
- Der Bastard, Weltbild-Exklusiv, Augsburg 2020, ISBN 978-3-96377-328-0
- Sturmnacht, Weltbild-Exklusiv, Augsburg 2021, ISBN 978-3-96377-664-9
- Treibsand, Weltbild-Exklusiv, Augsburg 2022, ISBN 978-3-98507-328-3
- Strandgut, Weltbild-Exklusiv, Augsburg 2024, ISBN 978-3-98507-785-4

Veröffentlichungen im Ausland
- Trezeci Poziom (Die dritte Ebene) 2010, Verlag Albatros, Warschau (Polen), ISBN 978-83-7659-236-7.
- Brotherhood of Christ (Die Bruderschaft Christi) 2010, Hemiro Verlag, Russland, Ukraine, ISBN 978-966-14-0789-2.
- De Dood sluipt rond in zwart en paars (Schwarz-Lila) 2011, Paradigma-Verlag, Best(Niederlande), ISBN 978-90-78840-23-7.
- La Hermandad de Cristo (Bruderschaft Christi) 2012, Boveda-Verlag, Sevilla (Spanien), ISBN 978-84-15497-16-5.
- Bractwo Chrystusa (Bruderschaft Christi), 2016, Albatros, Warschau (Polen), ISBN 978-83-7885-662-7.